# Carapus mourlani
Espèce
Statut de conservation UICN

LC : Préoccupation mineure
Carapus mourlani est une espèce de poissons de la famille des Carapidae. Il vit à l'intérieur des étoiles de mer ou des concombres de mer (holothuries).

## Description
Carapus mourlani est un poisson allongé, fin et argenté qui peut atteindre une longueur maximale de 17 cm.
Des petites taches sombres, appelées mélanophores (et le différenciant d'Encheliophis homei), sont dispersées sur son corps translucide et dépourvu d'écailles.
Ses nageoires dorsale et anale courent tout le long de son corps. Les rayons de la nageoire dorsale sont plus courts que ceux de la nageoire anale. Il n'a pas de nageoires pelviennes.
La partie postérieure de la mâchoire supérieure possède de nombreuses dents pointues et cordiformes sur plusieurs rangées. Aucun croc prémaxillaire ni diastème dentaire n'est présent.
Ses yeux sont bien développés bien qu'il vive la plupart du temps à l'obscurité.
Sa vessie natatoire a deux poches et se trouve entre la 9e et la 10e vertèbre.
Ses vertèbres précaudales sont au nombre de 15 à 17.

## Distribution
Carapus mourlani vit sur les récifs du Bassin Indo-Pacifique jusqu'à une profondeur de 150 m. Son aire de répartition inclut les côtes sud-est de l'Afrique, les Seychelles, les côtes indiennes, l'Indonésie, les Philippines, les archipels du sud du Japon, la Micronésie, les côtes nord de l'Australie et Hawaii.

## Biologie
Carapus mourlani est un commensal des étoiles de mer telles que Culcita novaeguineae et des holothuries telles que Bohadschia argus et Stichopus spp. Il passe la plupart de son temps dans la cavité cœlomique de son hôte, n'en sortant habituellement que la nuit pour se nourrir. Il se nourrit de petits crustacés, d'autres carapidés ou même des vers polychètes.
Carapus mourlani vit habituellement seul dans son hôte mais on peut parfois y trouver un couple mâle / femelle. Il entre et sort de son hôte par l'anus quand il s'agit d'un concombre de mer; s'il vit dans une étoile de mer, il passe par les canaux des pieds ambulacraires.
Un couple de Carapus mourlani va libérer ses gamètes dans la cavité générale de son hôte où aura lieu la fécondation. Les œufs ainsi formés sortiront dans l'océan en suivant la circulation de l'eau au sein de l'hôte.
Les hôtes des carapidés ne servent donc qu'à les protéger des prédateurs et à protéger leur reproduction.
Une étude visant à vérifier si les Carapus mourlani vivant dans les étoiles de mer et ceux vivant dans les holothuries présentaient des différences génétiques s'est avérée non concluante. Durant ce travail expérimental, un grand concombre de mer Bohadschia argus a été plongé dans un seau d'eau froide ce qui a provoqué l'émergence de 14 carapus n'en laissant qu'un à l'intérieur. Ceci a permis d'établir le record prouvé du plus grand nombre de Carapus mourlani vivant dans une seule et même holothurie.

## Systématique
Le nom valide complet (avec auteur) de ce taxon est Carapus mourlani (Petit, 1934).
L'espèce a été initialement classée dans le genre Fierasfer sous le protonyme Fierasfer mourlani Petit, 1934,.
Carapus mourlani a pour synonymes :
- Carapus mayottae Smith, 1955
- Carapus pindae Smith, 1955
- Carapus variegatus Fowler & Steinitz, 1956
- Encheliophis mourlani (Petit, 1934)
- Fierasfer mourlani Petit, 1934
- Oxybeles lumbricoides Bleeker, 1854

## Étymologie
Son épithète spécifique, mourlani, lui a été donnée en l'honneur de l'illustrateur, photographe et cinéaste français Roger Mourlan (d) (1912-1987), qui, participant à l'expédition organisée par Georges Petit à Madagascar, découvrit l'holotype dans une étoile de mer du genre Culcita.

## Publication originale
- G. Petit, « Un Fierasfer nouveau de Madagascar », Bulletin du Muséum national d'histoire naturelle, Paris, IN  Groupe, vol. 6, no 2,‎ 1934, p. 393-397 (ISSN 1148-8425 et 2420-1901, OCLC 801819388, BNF 34428233, lire en ligne).